# Brendan Hines
Brendan P. Hines (Baltimore, Maryland; 28 de diciembre de 1976) es un actor, cantante y compositor estadounidense. Fue criado por una ex monja y un ex sacerdote que huyeron de Brooklyn y de la iglesia para casarse y enseñar filosofía. Es reconocido por su participación como Eli Loker en la serie televisiva Lie to Me.

## Carrera
Hines tuvo varios papeles menores en televisión y protagónicos en varias películas independientes. Desde 2009 hasta 2011, interpretó a Eli Loker en la serie de televisión Lie to Me. 
Anteriormente personificó a Andy Goode en la serie televisiva de Terminator, Terminator: The Sarah Connor Chronicles y a Tyler Ford en The Middleman. Protagonizó Deep in the valley en 2009 y fue un miembro inicial del Bakerloo Theatre Project, interpretando a Orsino en Twelfth Night en 2003. Actualmente interpreta el papel de Logan Sanders en Suits
Hines compone e interpreta canciones, tanto como solista como en una banda, la cual se llama The Brendan Hines. A principios de 2008, lanzó un álbum de diez canciones originales, titulado "Good For You Know Who".

## Filmografía

### Películas
| Año  | Título             | Personaje    | Comentarios                      |
| ---- | ------------------ | ------------ | -------------------------------- |
| 1998 | The Delivery       | Nick         | Cortometraje                     |
| 2001 | Ordinary Sinner    | Peter        | Acreditado como Brendan P. Hines |
| 2002 | True Dreams        | Sketchy Dan  |                                  |
| 2006 | Just               | Eddie Winkle | Cortometraje                     |
| 2007 | Heavy Petting      | Charlie      |                                  |
| 2009 | Deep in the Valley | Carl         |                                  |
| 2013 | Bitter Orange      | Jack         | Cortometraje                     |
| 2015 | No Way Jose        | Dr. Steve    | Posproducción                    |

### Televisión
| Año       | Título                                  | Personaje      | Comentarios                                                     |
| --------- | --------------------------------------- | -------------- | --------------------------------------------------------------- |
| 2004      | Angel                                   | Eli            | 1 capítulo: "Harm's Way"                                        |
| 2005      | Love, Inc.                              | Dr. West       | 1 capítulo: "Family Ties"                                       |
| 2006      | If You Lived Here, You'd Be Home Now    | Scott          | Película de TV                                                  |
| 2006      | Without a Trace                         | Jason Barnes   | 1 capítulo: "Watch Over Me"                                     |
| 2008      | Terminator: The Sarah Connor Chronicles | Andy Goode     | 3 capítulos: "The Turk", "Queen's Gambit", "Dungeons & Dragons" |
| 2008      | The Middleman                           | Tyler Ford     | 5 capítulos                                                     |
| 2009-2011 | Lie to Me                               | Eli Loker      | (Elenco Principal) 48 capítulos                                 |
| 2011      | Castle                                  | Alex Conrad    | 1 capítulo: "The Dead Pool"                                     |
| 2012      | Body of Proof                           | Marc Freston   | 1 capítulo: "Falling for You"                                   |
| 2012      | Scandal                                 | Gideon Wallace | (Elenco Recurrente - Primera Temporada) 6 capítulos             |
| 2012      | Covert Affairs                          | Wade Moore     | 1 capítulo: "The Last Thing You Should Do"                      |
| 2012      | The Mob Doctor                          | Father Doyle   | 1 capítulo: "Confessions"                                       |
| 2013      | Murder in Manhattan                     | Bart Sutton    | Película de TV                                                  |
| 2013      | Beauty & the Beast                      | David          | 1 capítulo: "On Thin Ice"                                       |
| 2013      | Betrayal                                | Aidan          | (Elenco Recurrente) 5 capítulos                                 |
| 2014      | Suits                                   | Logan Sanders  | 7 capítulos                                                     |
| 2014      | Scorpion                                | Drew Baker     | 5 capítulos                                                     |
| 2016      | The Tick                                | Superian       |                                                                 |
| 2021      | Lock and key                            | Josh Bennett   |                                                                 |

## Discografía

### Álbumes
- ”Good For You Know Who”

1. “Intro” – 0:22
2. “Occasions” – 2:22
3. “Hard to Kill” – 2:51
4. “Miss New York” – 2:52
5. “Guess What” – 4:05
6. “Top Shelf” – 3:20
7. “If I Were You” – 3:10
8. “Argyle” – 3:08
9. “Parcel Post” – 3.19
10. “Life Story” – 2:36
11. “Window Panes” – 2:23
12. “Outro” - 0:17